# Jouko Törmänen
Jouko Sihveri Törmänen (ur. 10 kwietnia 1954 w Rovaniemi, zm. 3 stycznia 2015 tamże) – fiński skoczek narciarski, reprezentant klubu Ounasvaaran Hiihtoseura, mistrz olimpijski z 1980.

## Kariera
Jego debiutem na dużej imprezie międzynarodowej był występ na mistrzostwach świata w Falun w 1974, gdzie zajął piąte miejsce na normalnej skoczni. W 1976 podczas igrzysk olimpijskich w Innsbrucku zajął 14. miejsce na normalnej skoczni, a na dużym obiekcie był dziesiąty. W indywidualnych startach na mistrzostwach świata Lahti zajął szóste miejsce na dużej skoczni oraz piętnaste na średniej skoczni. Na tych samych mistrzostwach wspólnie z Jarim Puikkonenem, Penttim Kokkonenem i Tapio Räisänenem zajął drugie miejsce w nieoficjalnym konkursie drużynowym. W tym samym sezonie zajął dziewiąte miejsce w klasyfikacji generalnej 26. Turnieju Czterech Skoczni; był to najlepszy wynik Törmänena w historii jego startów w TCS.
Największy sukces w karierze odniósł na igrzyskach w Lake Placid w 1980, gdzie zdobył złoty medal na dużej skoczni. Na tych samych igrzyskach zajął 8. miejsce na skoczni normalnej. Startował także podczas mistrzostw świata w Oslo, gdzie zajął 22. na skoczni normalnej. Najlepsze wyniki w Pucharze Świata osiągnął w sezonie 1979/1980, kiedy to zajął 19. miejsce w klasyfikacji generalnej.
W latach 1976, 1977, 1979 i 1980 zdobywał mistrzostwo Finlandii na średniej skoczni. Od 1988 był członkiem zarządu Fińskiej Federacji Narciarskiej. W 1992 został przewodniczącym Komitetu Skoków Narciarskich i Kombinacji Norweskiej, a w latach 1993–2002 był wiceprezydentem Fińskiej Federacji Narciarskiej. W 2004 został prezesem Komitetu Skoków Narciarskich FIS.

## Igrzyska olimpijskie
| Miejsce | Dzień     | Rok  | Miejscowość | Konkurs                         | Wynik     | Strata   | Zwycięzca             |
| ------- | --------- | ---- | ----------- | ------------------------------- | --------- | -------- | --------------------- |
| 14.     | 7 lutego  | 1976 | Innsbruck   | Skocznia normalna indywidualnie | 225,0 pkt | 27,0 pkt | Hans-Georg Aschenbach |
| 10.     | 15 lutego | 1976 | Innsbruck   | Skocznia duża indywidualnie     | 204,9 pkt | 29,9 pkt | Karl Schnabl          |
| 8.      | 17 lutego | 1980 | Lake Placid | Skocznia normalna indywidualnie | 253,5 pkt | 12,8 pkt | Toni Innauer          |
| 1.      | 23 lutego | 1980 | Lake Placid | Skocznia duża indywidualnie     | 271,0 pkt | -        | -                     |

## Mistrzostwa świata
| Miejsce | Dzień     | Rok  | Miejscowość | Konkurs                         | Wynik     | Strata   | Zwycięzca             |
| ------- | --------- | ---- | ----------- | ------------------------------- | --------- | -------- | --------------------- |
| 5.      | 23 lutego | 1974 | Falun       | Skocznia duża indywidualnie     | 213,9 pkt | 26,5 pkt | Hans-Georg Aschenbach |
| 15.     | 18 lutego | 1978 | Lahti       | Skocznia normalna indywidualnie | 227,0 pkt | 26,2 pkt | Matthias Buse         |
| 2.      | 22 lutego | 1978 | Lahti       | Skocznia normalna drużynowo     | 401,1 pkt | 42,7 pkt | NRD                   |
| 6.      | 26 lutego | 1978 | Lahti       | Skocznia duża indywidualnie     | 241,9 pkt | 14,7 pkt | Tapio Räisänen        |
| 22.     | 28 lutego | 1982 | Oslo        | Skocznia duża indywidualnie     | 211,4 pkt | 46,5 pkt | Matti Nykänen         |

## Puchar Świata

### Miejsca w klasyfikacji generalnej
- sezon 1979/1980: 19.
- sezon 1980/1981: 35.

### Miejsca na podium chronologicznie
| Nr | Data          | Miejscowość | Skocznia     | Nota      | Lok. | Strata   | Zwycięzca     |
| -- | ------------- | ----------- | ------------ | --------- | ---- | -------- | ------------- |
| 1. | 8 marca 1980  | Lahti       | Salpausselkä | 235,8 pkt | 3.   | 9,1 pkt  | Armin Kogler  |
| 2. | 9 marca 1980  | Lahti       | Salpausselkä | 131,7 pkt | 2.   | 14,3 pkt | Steve Collins |
| 3. | 11 marca 1980 | Falun       | Lugnet       | 256,6 pkt | 1.   | -        | -             |

### Miejsca w poszczególnych konkursachPucharu Świata
| Sezon 1979/1980                                          |                        |                        |               |               |         |              |             |             |              |           |              |              |              |             |           |              |          |                     |                     |         |         |         |                     |                     |        |        |        |        |        |        |        |        |        |        |        |
| Cortina d’Ampezzo                                        | Oberstdorf             | Garmisch-Partenkirchen | Innsbruck     | Bischofshofen | Sapporo | Sapporo      | Thunder Bay | Thunder Bay | Zakopane     | Zakopane  | Saint-Nizier | Saint-Nizier | Sankt Moritz | Gstaad      | Engelberg | Vikersund    | Lahti    | Lahti               | Falun               | Oslo    | Planica | Planica | Szczyrbskie Jezioro | Szczyrbskie Jezioro | punkty |        |        |        |        |        |        |        |        |        |        |
| -                                                        | 41                     | 20                     | 11            | 27            | -       | -            | -           | -           | -            | -         | -            | -            | -            | -           | -         | -            | 3        | 2                   | 1                   | -       | -       | -       | -                   | -                   | 65     |        |        |        |        |        |        |        |        |        |        |
| Sezon 1980/1981                                          |                        |                        |               |               |         |              |             |             |              |           |              |              |              |             |           |              |          |                     |                     |         |         |         |                     |                     |        |        |        |        |        |        |        |        |        |        |        |
| Oberstdorf                                               | Garmisch-Partenkirchen | Innsbruck              | Bischofshofen | Harrachov     | Liberec | Sankt Moritz | Gstaad      | Engelberg   | Ironwood     | Ironwood  | Sapporo      | Sapporo      | Thunder Bay  | Thunder Bay | Chamonix  | Saint Nizier | Lahti    | Lahti               | Falun               | Oslo    | Bærum   | Planica | Planica             | punkty              | punkty | punkty | punkty | punkty | punkty | punkty | punkty | punkty | punkty | punkty | punkty |
| 7                                                        | 67                     | 12                     | 8             | -             | -       | -            | -           | -           | -            | -         | -            | -            | -            | -           | -         | -            | 22       | 18                  | -                   | -       | -       | -       | -                   | 21                  | 21     | 21     | 21     | 21     | 21     | 21     | 21     | 21     | 21     | 21     | 21     |
| Sezon 1981/1982                                          |                        |                        |               |               |         |              |             |             |              |           |              |              |              |             |           |              |          |                     |                     |         |         |         |                     |                     |        |        |        |        |        |        |        |        |        |        |        |
| Cortina d’Ampezzo                                        | Oberstdorf             | Garmisch-Partenkirchen | Innsbruck     | Bischofshofen | Sapporo | Sapporo      | Thunder Bay | Thunder Bay | Sankt Moritz | Engelberg | Oslo         | Oslo         | Lahti        | Lahti       | Tauplitz  | Tauplitz     | Tauplitz | Szczyrbskie Jezioro | Szczyrbskie Jezioro | Planica | Planica | punkty  | punkty              | punkty              | punkty | punkty | punkty | punkty | punkty | punkty | punkty | punkty | punkty |        |        |
| -                                                        | 39                     | 61                     | 43            | 74            | -       | -            | -           | -           | -            | -         | -            | 22           | 21           | 23          | -         | -            | -        | -                   | -                   | -       | -       | 0       | 0                   | 0                   | 0      | 0      | 0      | 0      | 0      | 0      | 0      | 0      | 0      |        |        |
| Legenda                                                  |                        |                        |               |               |         |              |             |             |              |           |              |              |              |             |           |              |          |                     |                     |         |         |         |                     |                     |        |        |        |        |        |        |        |        |        |        |        |
| 1 2 3 4-10 11-15 poniżej 15 - – zawodnik nie wystartował |                        |                        |               |               |         |              |             |             |              |           |              |              |              |             |           |              |          |                     |                     |         |         |         |                     |                     |        |        |        |        |        |        |        |        |        |        |        |